# Maldon (district)
Pour les articles homonymes, voir Maldon.
Maldon est un district non métropolitain de l'Essex, en Angleterre. Il est baptisé d'après sa principale ville, Maldon, où siège le conseil de district. Le district couvre un territoire de 358,78 km2 comprenant la péninsule de Dengie (en) et une zone au nord de l'estuaire de la Blackwater (en). Après Maldon, la principale ville du district est Burnham-on-Crouch.
Le district a été créé le 1er avril 1974 par le Local Government Act 1972. Il est issu de la fusion du district municipal de Maldon, du district urbain de Burnham-on-Crouch et du district rural de Maldon.

## Source
- (en) Cet article est partiellement ou en totalité issu de l’article de Wikipédia en anglais intitulé « Maldon District » (voir la liste des auteurs).